# Neodiplothele picta
Neodiplothele picta is een spinnensoort uit de familie Barychelidae. De soort komt voor in Brazilië.